# Пищевая клещевая анафилаксия
Пищевая клещевая анафилаксия (англ. Oral Mite Anaphylaxis; OMA; Pancake Syndrome) — аллергическая реакция на отравление продуктами питания, загрязнёнными клещами.
Болезнь выражается в сенсибилизации после приёма пищи из муки загрязнённой клещами. Ферментативная деятельность некоторых аллергенов клеща способствует усилению патогенеза этого синдрома посредством повреждения слизистой оболочки и увеличенного поглощения аллергена через пищевой тракт.
Болезнь проявляется анафилаксией. Заболевание чаще возникает в тропическом и субтропическом климате.
Впервые болезнь выявили в 1996 году японские учёные Мацумото, Хисано, Хамагути и Миике.
Живущий в старой муке, различных сухих лекарственных растениях и на складах синантропный клещ Thyreophagus entomophagus (Laboulbène & Robin) (распространён в Европе, встречается в России) может вызывать профессиональные респираторные заболеваний у фермеров (акариаз лёгочный), а также пищевую клещевую анафилаксию.
У больного (имевшего чувствительность к клещам домашней пыли), съевшего продукты из заражённой Thyreophagus entomophagus муки, появляются волдыри, зуд, диффузные эритемы, кашель и хрипы.
Также пищевую клещевую анафилаксию могут вызывать Dermatophagoides pteronyssinus, Dermatophagoides farinae (см. Дерматофагоидоз) и Blomia tropicalis.
Для предотвращения болезни необходим правильный режим хранения муки и других продуктов, охлаждение их в холодильнике.
Синдром внезапной детской смерти может быть вызван анафилаксией, развившейся вследствие воздействия аллергенов клеща.